# Me!
"Me!" is een nummer van de Amerikaanse zangeres Taylor Swift samen met de Amerikaanse zanger Brendon Urie van de band Panic! at the Disco. Het werd uitgebracht op 26 april 2019 door Republic Records en was de eerste single van Swifts album Lover.

## Achtergrond en promotie
Op 13 april begon Taylor Swift met aftellen naar 26 april via haar sociale media en website. Op 25 april vertelde ze door middel van een Instagramverhaal dat ze een muurschildering in de stad Nashville had laten maken die hints bevatte over haar nieuwe muziek. Diezelfde avond verscheen ze tijdens de televisie-uitzending van de NFL Draft op het Amerikaanse televisienetwerk ABC. Daar vertelde ze dat ze de volgende dag een nieuwe single genaamd "Me!" zou uitbrengen en dat Brendon Urie ook op deze single te horen zou zijn.
Taylor Swift zei dat het nummer gaat over het 'bezitten en omarmen van je persoonlijkheid'. Ook zei ze dat 'je met een popnummer ervoor kunt zorgen dat een melodie in iemands hoofd blijft hangen' en dat ze hoopt dat de melodie van "Me!" mensen beter over zichzelf laat voelen.

## Ontvangst
Op de dag dat de single uitkwam, werd "Me!" meteen gekozen als Alarmschijf door het Nederlandse radiostation Qmusic. Het nummer kwam binnen op plek 29 in de Nederlandse Top 40 op 4 mei 2019. De hoogste bereikte plek in de Top 40 werd uiteindelijk 17. Op de Amerikaanse hitlijst Billboard Hot 100 bereikte het nummer de tweede positie. Deze plaats werd gehaald op 11 mei 2019, terwijl het de week ervoor nog op nummer 100 stond. Hierdoor werd "Me!" met 98 plekken winst de hoogste stijger op de Hot 100 ooit.

## Videoclip
De videoclip van "Me!" werd tegelijkertijd met de single uitgegeven. Het is een erg kleurrijke, over the top videoclip. De videoclip behaalde 65,2 miljoen weergaven binnen de eerste 24 uur.

## Prijzen en nominaties
"Me!" werd in 2019 genomineerd voor drie MTV Video Music Awards, waarvan de single er één won, namelijk de prijs voor beste visuele effecten. Daarnaast won "Me!" de MTV Europe Music Award voor beste video in 2019.

## Live-uitvoeringen
De eerste live-uitvoering van "Me!"gaven Swift en Urie tijdens de Billboard Music Awards van 2019 op 1 mei van dat jaar. Ze openden de show met het nummer. Op 21 mei 2019 zongen Swift en Urie het nummer nog een keer samen bij de finale van het zestiende seizoen van The Voice. Taylor Swift bracht het nummer later nog solo ten gehore in de finale van het veertiende seizoen van Germany's Next Topmodel, op The Graham Norton Show en in de kwartfinale van het achtste seizoen van The Voice: la plus belle voix.
Op 1 juni 2019 trad Swift op tijdens het jaarlijkse Wango Tango-popconcert in Los Angeles. Hier zong ze "Me!" opnieuw samen met Brendon Urie. Swift zong het zelf tijdens haar Amazon Prime Day-concert op 10 juli 2019.

## Hitnoteringen

### Nederlandse Top 40
| Hitnotering: 04-05-2019 t/m 29-06-2019 | Hitnotering: 04-05-2019 t/m 29-06-2019 | Hitnotering: 04-05-2019 t/m 29-06-2019 | Hitnotering: 04-05-2019 t/m 29-06-2019 | Hitnotering: 04-05-2019 t/m 29-06-2019 | Hitnotering: 04-05-2019 t/m 29-06-2019 | Hitnotering: 04-05-2019 t/m 29-06-2019 | Hitnotering: 04-05-2019 t/m 29-06-2019 | Hitnotering: 04-05-2019 t/m 29-06-2019 | Hitnotering: 04-05-2019 t/m 29-06-2019 | Hitnotering: 04-05-2019 t/m 29-06-2019 |
| Week:                                  | 1                                      | 2                                      | 3                                      | 4                                      | 5                                      | 6                                      | 7                                      | 8                                      | 9                                      |                                        |
| -------------------------------------- | -------------------------------------- | -------------------------------------- | -------------------------------------- | -------------------------------------- | -------------------------------------- | -------------------------------------- | -------------------------------------- | -------------------------------------- | -------------------------------------- | -------------------------------------- |
| Positie:                               | 29                                     | 19                                     | 17                                     | 20                                     | 22                                     | 24                                     | 27                                     | 30                                     | 39                                     | uit                                    |

### NederlandseSingle Top 100
| Hitnotering: 04-05-2019 t/m 06-07-2019 | Hitnotering: 04-05-2019 t/m 06-07-2019 | Hitnotering: 04-05-2019 t/m 06-07-2019 | Hitnotering: 04-05-2019 t/m 06-07-2019 | Hitnotering: 04-05-2019 t/m 06-07-2019 | Hitnotering: 04-05-2019 t/m 06-07-2019 | Hitnotering: 04-05-2019 t/m 06-07-2019 | Hitnotering: 04-05-2019 t/m 06-07-2019 | Hitnotering: 04-05-2019 t/m 06-07-2019 | Hitnotering: 04-05-2019 t/m 06-07-2019 | Hitnotering: 04-05-2019 t/m 06-07-2019 | Hitnotering: 04-05-2019 t/m 06-07-2019 |
| Week:                                  | 1                                      | 2                                      | 3                                      | 4                                      | 5                                      | 6                                      | 7                                      | 8                                      | 9                                      | 10                                     |                                        |
| -------------------------------------- | -------------------------------------- | -------------------------------------- | -------------------------------------- | -------------------------------------- | -------------------------------------- | -------------------------------------- | -------------------------------------- | -------------------------------------- | -------------------------------------- | -------------------------------------- | -------------------------------------- |
| Positie:                               | 21                                     | 31                                     | 31                                     | 41                                     | 45                                     | 47                                     | 56                                     | 61                                     | 65                                     | 81                                     | uit                                    |

### NederlandseMega Top 50
| Hitnotering: 04-05-2019 t/m 13-07-2019 | Hitnotering: 04-05-2019 t/m 13-07-2019 | Hitnotering: 04-05-2019 t/m 13-07-2019 | Hitnotering: 04-05-2019 t/m 13-07-2019 | Hitnotering: 04-05-2019 t/m 13-07-2019 | Hitnotering: 04-05-2019 t/m 13-07-2019 | Hitnotering: 04-05-2019 t/m 13-07-2019 | Hitnotering: 04-05-2019 t/m 13-07-2019 | Hitnotering: 04-05-2019 t/m 13-07-2019 | Hitnotering: 04-05-2019 t/m 13-07-2019 | Hitnotering: 04-05-2019 t/m 13-07-2019 | Hitnotering: 04-05-2019 t/m 13-07-2019 | Hitnotering: 04-05-2019 t/m 13-07-2019 |
| Week:                                  | 1                                      | 2                                      | 3                                      | 4                                      | 5                                      | 6                                      | 7                                      | 8                                      | 9                                      | 10                                     | 11                                     |                                        |
| -------------------------------------- | -------------------------------------- | -------------------------------------- | -------------------------------------- | -------------------------------------- | -------------------------------------- | -------------------------------------- | -------------------------------------- | -------------------------------------- | -------------------------------------- | -------------------------------------- | -------------------------------------- | -------------------------------------- |
| Positie:                               | 26                                     | 21                                     | 24                                     | 31                                     | 34                                     | 34                                     | 41                                     | 35                                     | 38                                     | 42                                     | 43                                     | uit                                    |

### VlaamseUltratop 50
| Hitnotering: 04-05-2019 t/m 24-08-2019 | Hitnotering: 04-05-2019 t/m 24-08-2019 | Hitnotering: 04-05-2019 t/m 24-08-2019 | Hitnotering: 04-05-2019 t/m 24-08-2019 | Hitnotering: 04-05-2019 t/m 24-08-2019 | Hitnotering: 04-05-2019 t/m 24-08-2019 | Hitnotering: 04-05-2019 t/m 24-08-2019 | Hitnotering: 04-05-2019 t/m 24-08-2019 | Hitnotering: 04-05-2019 t/m 24-08-2019 | Hitnotering: 04-05-2019 t/m 24-08-2019 | Hitnotering: 04-05-2019 t/m 24-08-2019 | Hitnotering: 04-05-2019 t/m 24-08-2019 | Hitnotering: 04-05-2019 t/m 24-08-2019 | Hitnotering: 04-05-2019 t/m 24-08-2019 | Hitnotering: 04-05-2019 t/m 24-08-2019 | Hitnotering: 04-05-2019 t/m 24-08-2019 | Hitnotering: 04-05-2019 t/m 24-08-2019 | Hitnotering: 04-05-2019 t/m 24-08-2019 | Hitnotering: 04-05-2019 t/m 24-08-2019 |
| Week:                                  | 1                                      | 2                                      | 3                                      | 4                                      | 5                                      | 6                                      | 7                                      | 8                                      | 9                                      | 10                                     | 11                                     | 12                                     | 13                                     | 14                                     | 15                                     | 16                                     | 17                                     |                                        |
| -------------------------------------- | -------------------------------------- | -------------------------------------- | -------------------------------------- | -------------------------------------- | -------------------------------------- | -------------------------------------- | -------------------------------------- | -------------------------------------- | -------------------------------------- | -------------------------------------- | -------------------------------------- | -------------------------------------- | -------------------------------------- | -------------------------------------- | -------------------------------------- | -------------------------------------- | -------------------------------------- | -------------------------------------- |
| Positie:                               | 24                                     | 25                                     | 22                                     | 20                                     | 23                                     | 22                                     | 23                                     | 28                                     | 27                                     | 35                                     | 36                                     | 42                                     | 41                                     | 43                                     | 46                                     | 41                                     | 48                                     | uit                                    |

### VlaamseRadio 2 Top 30
| Hitnotering: 11-05-2019 t/m 18-05-2019 | Hitnotering: 11-05-2019 t/m 18-05-2019 | Hitnotering: 11-05-2019 t/m 18-05-2019 | Hitnotering: 11-05-2019 t/m 18-05-2019 |
| Week:                                  | 1                                      | 2                                      |                                        |
| -------------------------------------- | -------------------------------------- | -------------------------------------- | -------------------------------------- |
| Positie:                               | 28                                     | 29                                     | uit                                    |